# Росси, Джованни
Джованни Росси (итал. Giovanni Rossi) — художник итальянского происхождения конца XVII —первой половины XVIII веков, работавший в Великом княжестве Литовском и Королевстве Польском. 

## Биография

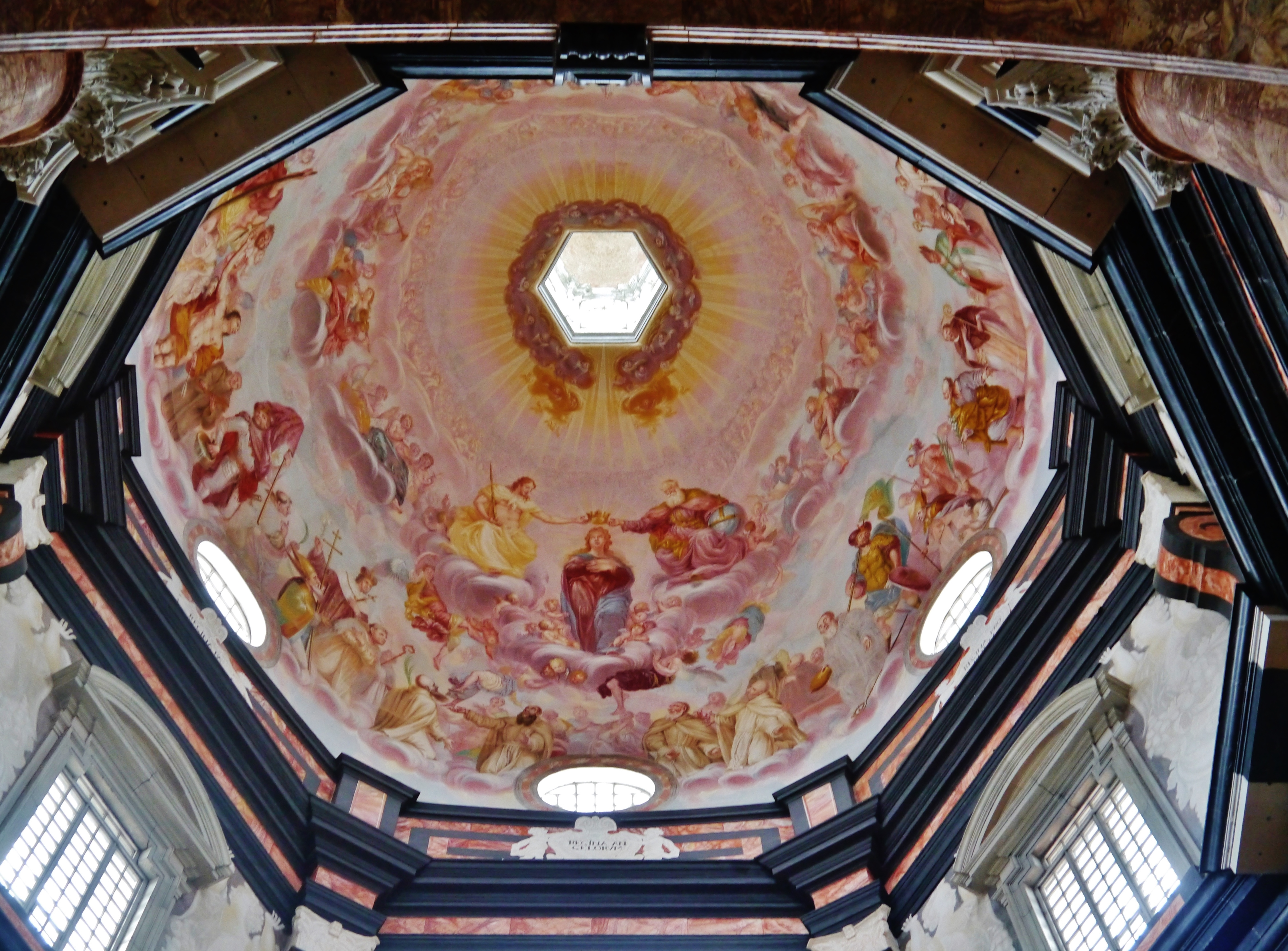
Роспись купола в Пажайслисском костёле с композицией коронования Девы Марии

В Великое княжество Литовское прибыл, по всей вероятности, из Чехии . В 1692 году подписал с писарем великим литовским Казимиром Михаилом Пацом договор (в котором именовался «королевским художником, итальянцем»), согласно которому расписал купол и фонарь в пажайслисском костёле Вознесения Пресвятой девы Марии и написал для него на холсте два образа святого Евстахия. Около 1712—1719 годов декорировал купол храма в Пажайслисе, исполнив многофигурную роспись с изображением коронования Пресвятой Девы Марии в самой высшей точке храма. Фигура Богоматери достигает высоты в три метра. Уехал в 1719 году, не закончив писать фигуры апостолов над центральными арками. 
С 1722 года работал при жене великого гетмана польского Адама Николая Сенявского в Ярославе Эльжбете Хелене Сенявской.. 
В 1722—1723 годах и в 1731—1732 годах декорировал интерьер иезуитского костёла в Ярославе. С 1731 года работал в Ярославе вместе с художником Адамом Швахом. Около 1726 года декорировал дворец Эльжбеты Сенявской в Лубнице. В 1720—1733 годах декорировал принадлежавший Сенявской Вилянувский дворец — расписал фресками Большой зал (1724—1725), написал автопортрет на втором этаже, обновил декор северного корпуса (созданный при Яне Собеском) и дополнил его новыми композициями. 
Работал также для других заказчиков в Вармии, Варшаве, Кракове.  Под влиянием творчества Росси в декоративной стенной росписи Литвы и Польши первой половины XVIII века распространились мотивы, характерные для искусства Северной Италии: перспективный пейзаж, цветы, вазы. . 